# Брабець (Долж)
Брабець, Брабеці (рум. Brabeți) — село у повіті Долж в Румунії. Входить до складу комуни Данець.
Село розташоване на відстані 174 км на захід від Бухареста, 43 км на південь від Крайови.

## Населення
За даними перепису населення 2002 року у селі проживали 1266 осіб, усі — румуни. Усі жителі села рідною мовою назвали румунську.